# Sörmark och Millmark
Sörmark och Millmark var 1990 en av SCB avgränsad och namnsatt småort i Östmarks socken i Torsby kommun i norra Värmland. Den omfattade bebyggelse i de två orten söder om sjön Kläggen. 1995 namnsatte SCB av misstag småorten avgränsad omkring orten Lämbacken för Sörmark och Millmark. 1995 uppfylldes inte kraven för att klassas som småort av bebyggelsen i Sörmark och Millmark och 2000 gällde detsamma för bebyggelsen i Lämbacken, och sedan des existerar ingen bebyggelseenhet med detta namn.